# Alexander Weil (Filmemacher)
Alexander Weil (* 22. Februar 1956 in Lörrach; † 18. November 2022 in Berlin) war ein deutscher Journalist, Autor und Filmemacher.

## Leben
Schon während des Jurastudiums in München machte er Videokunst und war eine Hälfte der Gruppe Montevideo mit Thomas Kistner.
Viele seiner Filme liefen im deutschen Fernsehen in den Programmen 10 vor 11 News & Stories und Primetime/Spätausgabe des dctp Labels und in Kooperation und im Auftrag von Alexander Kluge. Er führte Interviews in den Bereichen Kultur und Wissenschaft, „schrieb aber auch Gedichte und Erzählungen und war literaturwissenschaftlich interessiert. Zuletzt verfasste er ein Essay zur Dramaturgie komischer Handlungen.“ Zu diesem Thema hielt er einen Vortrag in der Lessingakademie 2022, Tragikomik als Strukturmodell menschlichen Handelns – Lessings gescheiterter Ansatz zu einer Theorie der Komödie und der Versuch einer Neuinterpretation. Er verfasste auch Buchkritiken.
Er schrieb mehrere Essays und Beiträge, vor allem über die Oper für Alexander Kluges Jahrbuch 7 (2022)Plurale Autorschaft
Sein Essay Es geht um die Fragwürdigkeit männlicher Weltentwürfe  erschien im Buch Peter Konwitschny „Mensch, Mensch, Mensch!“ Oper als Zentrum der Gegenwart.

## Filmografie (Auswahl)
- 1980: Aufbruch in die Endzeit – New Wave Hit Explosion[15]
- 1993: Gold[16]

- 1991: Vom Blitz getroffen, News&Stories, dctp.tv,[17] gesendet  7. Oktober 1991

- 1993: Die vier Arten Brücken zu bauen, dctp.tv, News & Stories, 4. Januar 1993[18]

- 1993: Texas Polka[19]

- 1994: Himmel auf Erde, dctp.tv (gesendet 14. Februar 1994)[20]

- 1995: Du bist mein bester Kamerad[21]

- 1995: HAUT SO HART WIE RADIERGUMMI. DIE ELEFANTENHERDE IM ZOO ZÜRICH dctp: News & Stories, Sat. 1, 17. Juli 1995, Alexander Weil/Thomas Willke.

- 1996: DAS ENDE EINES KILLER-ELEFANTEN – ein Elefant, der Menschen angreift, muss getötet werden, dctp: Prime Time – Spätausgabe, RTL, 20. Oktober 1996, Alexander Weil

- 1996 Doktorspiele im Hinterm des Elefanten – Moderne Gynäkologie von Elefantenkühen mit Ultraschall,[22] Primetime, dctp, 8. Dezember 1996

- 2000: Verratenes Volk. 5-Stunden-Marathon, Einar Schleefs Musikdrama am Deutschen Theater nach John Milton, Edwin E. Dwinger und Alfred Döblins November 1918, dctp, News & Stories, 24. September 2000.

- 2005: Eines schönen Tages[23], Buch, Regie

- 2014: TV-Bericht Die Prinzessin, die aus der Küche kam[24] (News & Stories, dctp)[25]

- 2018: Schiffsuntergang mit Mann und Maus. Die robusten Planken der Berliner Volksbühne: Unsinkbar in der Krise. Die Werkstätten am Rosa-Luxemburg-Platz & dieses Theater als Werkstatt überhaupt (mit Alexander Kluge)[26]

## Hörspiele (Auswahl)
- 1991: Lorenz Lorenz, Nikolai von Koslowski: Ich, Dynamo. Ein Hörspiel in drei Etappen (Schifferklavierspieler) – Regie: Nikolai von Koslowski (Original-Hörspiel – BR)[27]